# 石井眞木
石井 眞木（いしい まき、1936年5月28日 - 2003年4月8日）は、日本の作曲家、指揮者。東京府出身。父は舞踊家の石井漠、同じく作曲家の石井歓は兄、石井五郎は叔父。

## 略歴
幼少より、父の舞踊音楽を担当した縁で伊福部昭の薫陶を受ける。11歳よりヴァイオリンを学ぶ。1952年国立音楽大学付属高等学校ピアノ科に入学、学外で作曲を池内友次郎に、ピアノをL.コハンスキに、指揮法を渡邉暁雄に師事する。1955年に卒業後、伊福部昭に作曲を学ぶ。1958年、ベルリンに留学し、国立ベルリン音楽大学作曲科でボリス・ブラッハー、ヨーゼフ・ルーファーらに師事、十二音技法など最先端の音楽技法を学ぶ。1961年ダルムシュタット国際現代音楽祭で「9奏者のための前奏と変奏」が初演される。年末に父危篤の報により帰国。
1962年、十二音技法を使った作曲などで注目される。1963年二十世紀音楽研究所の第5回現代音楽祭に参加し、ドイツ大使賞受賞。1966年初めて声明を聴き、以来東洋と西洋の融合を図った作品を書くようになる。1967年から入野義朗、諸井誠らと日独現代音楽祭の企画・運営に携わる。1969年、西ベルリンのアーティスト・イン・レジデンスとして再渡独。以来、ベルリンと東京を拠点とし、活動を展開する。
1971年入野と東京音楽企画研究所（TOKK）を設立して副所長に就任し、1973年にはTOKKアンサンブルを結成、欧米や東南アジアに演奏旅行する。インドネシアのガムランや和太鼓演奏グループ鬼太鼓座などとの出会いから、原始的リズムへの回帰、音響の集約化などを進め、「二つの音世界からの創造」をテーマに独自の音楽を展開していく。1976年から日独現代音楽祭を発展させたパンムジーク・フェスティバル東京を主宰。1977年和太鼓とオーケストラのための「モノプリズム」で尾高賞受賞。
「パリの秋芸術祭」や「ベルリン芸術週間」などでも特集や作品演奏会が組まれるようになる。1980年代には「反核・日本の音楽家たち」の活動に参加した。1985年から船山隆、江戸京子と「東京の夏」音楽祭を企画・運営する。1989年10月4日にはサントリーホールで「作曲家の個展・石井眞木」が開催され、東京都交響楽団を指揮して自作4作品を演奏した。
1990年1月26日には東京都交響楽団の都響日本の作曲家シリーズ8として「石井眞木作品集」が、岩城宏之指揮、サントリーホールで開催された。1991年と1992年には「現代の交響作品展」を新交響楽団と開催する。また日本と中国やアジアへの関心を深め、1996年には日中友好合作音楽会実行委員会委員長として「東京の響きin北京」コンサートを開催し、北京で中国放送管弦楽団を指揮して自作他を演奏した。1997年には北京で開催の「日中友好合作現代音楽祭」実行委員長を務めた。同年には日独英3か国語併記の編著書『石井眞木の音楽 : 西の響き・東の響き : 二つの音世界からの創造』を出版する。1999年、紫綬褒章を受章する。
2003年4月8日、甲状腺癌のため66歳で急逝した。交響詩『幻影と死』が遺作となった。

## 没後
2003年7月5日、遺作『交響詩「幻影と死」』がゲルト・アルブレヒト指揮、読売日本交響楽団によりサントリーホールにて演奏された。演奏会プログラム冊子には、最期の日々の記録と、指揮者はじめ関係者からの追悼メッセージが掲載されている。
2004年10月には、石井が生前に作成した企画原案に基づき「第2回日中友好合作現代音楽祭」が東京と北京で開催された。
2013年7月14日には「没後10年石井眞木へのオマージュ」と題した演奏会が、野平一郎指揮、オーケストラ・ニッポニカにより紀尾井ホールにて開催された。演奏会プログラム冊子には、一柳慧、菅原淳、高橋アキ、林英哲、船山隆ら親交のあった人々からの追悼メッセージが掲載されている。
2016年1月30日には、横笛の赤尾三千子の委嘱作品『水炎伝説』（1990）が演奏会形式で再演された。

## 代表作品
- オーケストラのための「響層」（1969年）
- 雅楽とオーケストラのための「遭遇 II番」（1971年）
- 日本太鼓のための「モノクローム」（1976年）
- 日本太鼓とオーケストラのための「モノプリズム」（指揮小澤征爾、和太鼓林英哲、ボストン交響楽団の演奏で1976年初演。第25回尾高賞受賞作品）
- 音響詩「熊野補陀落」（1980年）
- 打楽器とオーケストラのための「アフロコンチェルト」（1982年）
- オーケストラのための「半透明の幻影」（1982年）
- 交響詩「祇王」（1984年）
- 浮游する風（交響三連作：雅霊、風姿、砕動鬼）（1984-86年）[20]
- バレエ「輝夜姫」（1985年）[21]
- 打楽器ソロのための「サーティーン・ドラムス」（1985年）
- 尺八と二十絃箏のための「遙かなり、遭遇」（1993年）
- 聲明、龍笛とオーケストラのための「聲明交響 I〜一切共生」（1995年）
- オペラ「閉じられた舟」（1999年）

## 映画音楽
- 帝都物語　交響的組曲「帝都物語」※音楽監督（1987年）
- ウルトラQ ザ・ムービー 星の伝説（1990年）

## 著書
- 石井眞木の音楽 : 西の響き・東の響き：二つの音世界からの創造. 音楽之友社、1997.4、ISBN 4-276-13273-8[22]

## 受賞・栄誉
- ドイツ大使賞（1963年 第5回現代音楽祭 「アフォリスメン I 」）[23]
- ヴェネチア市賞（1973年 TV映像作品「玄」の音楽：イタリア賞コンクール・テレビ音楽部門）[2]
- 尾高賞（1977年 第25回） - 「モノプリズム」[7]
- 中島健蔵音楽賞（1985年度）[24]
- ドイツ批評家賞（ドイツ語版）（1988年、音楽部門、1987年度第37回）[25]
- 京都音楽賞（1990年 大賞 第5回）
- レコード・アカデミー賞（1990年 第28回）（1993年 第31回）[26]
- 紫綬褒章（1999年）